# 東京ドーム (単位)
東京ドーム（とうきょうドーム）は日本の大規模な建築物として著名であることから、さまざまなマスコミュニケーションで対象の広さや量の多さを強調する手段として、「東京ドーム○○個分の広大な敷地」などと面積や体積を換算する単位として扱われる場合がある。
Googleによる検索サービスの電卓表示で、「東京ドームは何リットル」と入力すると体積の換算単位として認識された。

## 数量
- 体積：ドーム部分の単純体積である1,240,000 m3[3]を用いる。
- 面積：建築面積である46,755 m2 = 約4.7 ha を用いる[3]。これには観客席より外周の部分も含まれる。グラウンド部分 (13,000 m2) [4]を使う場合は、『東京ドームのグラウンドの何倍』と断り書きを入れることがある[5]。上の図で水色の部分は、ドームを覆う白い屋根のある部分。この箇所だけならば、面積は約3.5 ha[6]。

## 類例
1988年の東京ドーム落成以前は、読売ジャイアンツ（巨人）の先代本拠地球場である後楽園球場で換算した。
東京ドームに比べて用例は多くないものの、各地方では以下のように地元に本拠地を置くプロ野球チームの本拠地球場で換算する事例も見られる。
- 北海道 - エスコンフィールドHOKKAIDO[注 2][12][13]（北海道日本ハムファイターズ）
- 東北地方 - 宮城球場[14][15][16][17][18]（東北楽天ゴールデンイーグルス）
- 埼玉県所沢市 - 西武ドーム[19][20][21][22][23]（埼玉西武ライオンズ）[注 3]
- 千葉県 - 千葉マリンスタジアム[25][26][27]（千葉ロッテマリーンズ）
- 神奈川県 - 横浜スタジアム[28][29][30]（横浜DeNAベイスターズ）
- 中部地方 - ナゴヤドーム[注 4][33][34][35][36][37][38]（中日ドラゴンズ）
- 近畿地方 - 阪神甲子園球場[39][40][41][42]（阪神タイガース）・京セラドーム大阪[43][44][45]（オリックス・バファローズ）
- 中国地方 - マツダスタジアム[注 5][48][49][50]（広島東洋カープ）
- 九州 - 福岡ドーム[注 6][52][53][54]（福岡ソフトバンクホークス）

また、東京ヤクルトスワローズの親会社であるヤクルト本社のグループ会社では、ヤクルト球団の本拠地である明治神宮野球場を比較に用いた例が見られる。
同様に、体積の換算単位として霞が関ビル・丸ノ内ビルヂングなどが用いられた。
また、高さは東京スカイツリー (634 m) ・東京タワー (333 m) ・富士山 (3,776 m) などで換算する場合もみられる。